# Двингелдервелд (национальный парк)

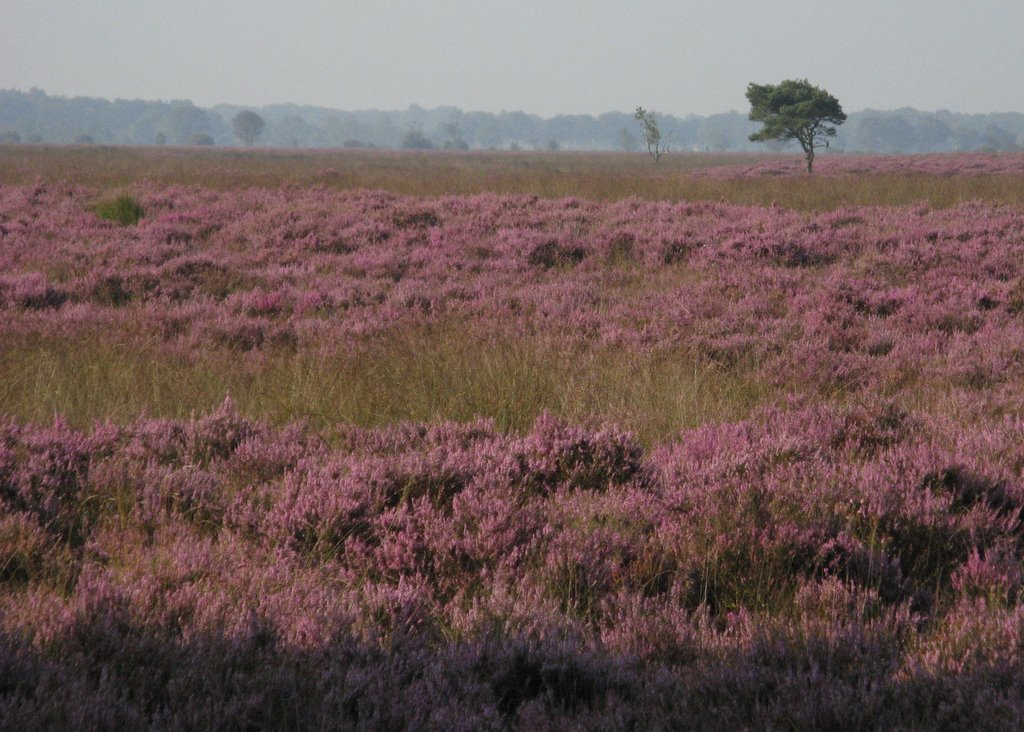
Вересковая пустошь в национальном парке Двингелдервелд

Национальный парк Двингелдервелд (нидерл. Nationaal Park Dwingelderveld) — охраняемая природная территория на северо-востоке Нидерландов, в провинции Дренте. Создан для охраны пустоши Двингелдервелд — самой большой влажной пустоши в Западной Европе.

## География
Двингелдервелд — территория, состоящая из небольших водоёмов, между которыми расположены песчаные холмы, поросшие вереском и можжевельником. Озерца наполнены в основном дождевой водой, в мае некоторые из них из-за цветущей микрофлоры становятся белого цвета.
Пустошь не зарастает и не превращается в лес лишь благодаря человеческому вмешательству. Она используется как пастбище для овец и крупного рогатого скота. Кроме того, пустоши обрабатывают специальными машинами, сконструированными так, чтобы не разрушать создавшуюся экосистему.

## Фауна
В парке встречаются три вида змей — обыкновенная гадюка, обыкновенная медянка и обыкновенный уж, что составляет полный набор видов змей, которые встречаются в Нидерландах. Из млекопитающих живёт стадо в примерно 400 косуль. Около озёр гнездится десять видов птиц.

## История
Национальный парк лежит около старинных деревень Ансен, Двингелоо, Лее, Леебрук, Спир, Кралоо, Пессе и Рейнен, существовавших с IX—X веков. На севере и юге к нему примыкают луга вдоль рек Двингелерстром и де Рейнер Аа. Огромная территория между деревнями, где сейчас расположен парк, с древнейших времён использовалась как пастбище, для пчеловодства, а также как источник материалов, в том числе песка и торфа. До появления искусственных удобрений в 1910-х—1920-х годах важным сельскохозяйственным продуктом также был овечий навоз.
В 1991 году в Двингелдервелд был образован национальный парк, совместно управляемый Государственным управлением лесов (нидерл. Staatsbosbeheer), Государственным управлением памятников природы (нидерл. Natuurmonumenten), а также частными владельцами, среди которых есть, например, Управление скаутов. Главным органом управления парка, как и других национальных парков Нидерландов, является Консультативный орган (нидерл. Overlegorgaan), который назначается министром сельского хозяйства и охраны природы. Кроме собственников, в Консультативном органе представлены и другие стороны, например, провинция Дренте и муниципалитет Вестервелд, на чьей территории находится парк.